# Tacâm

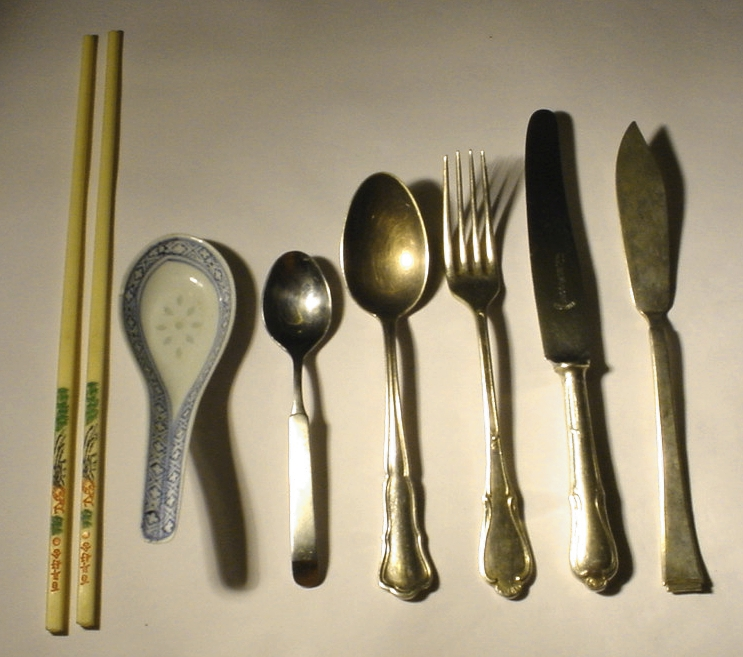

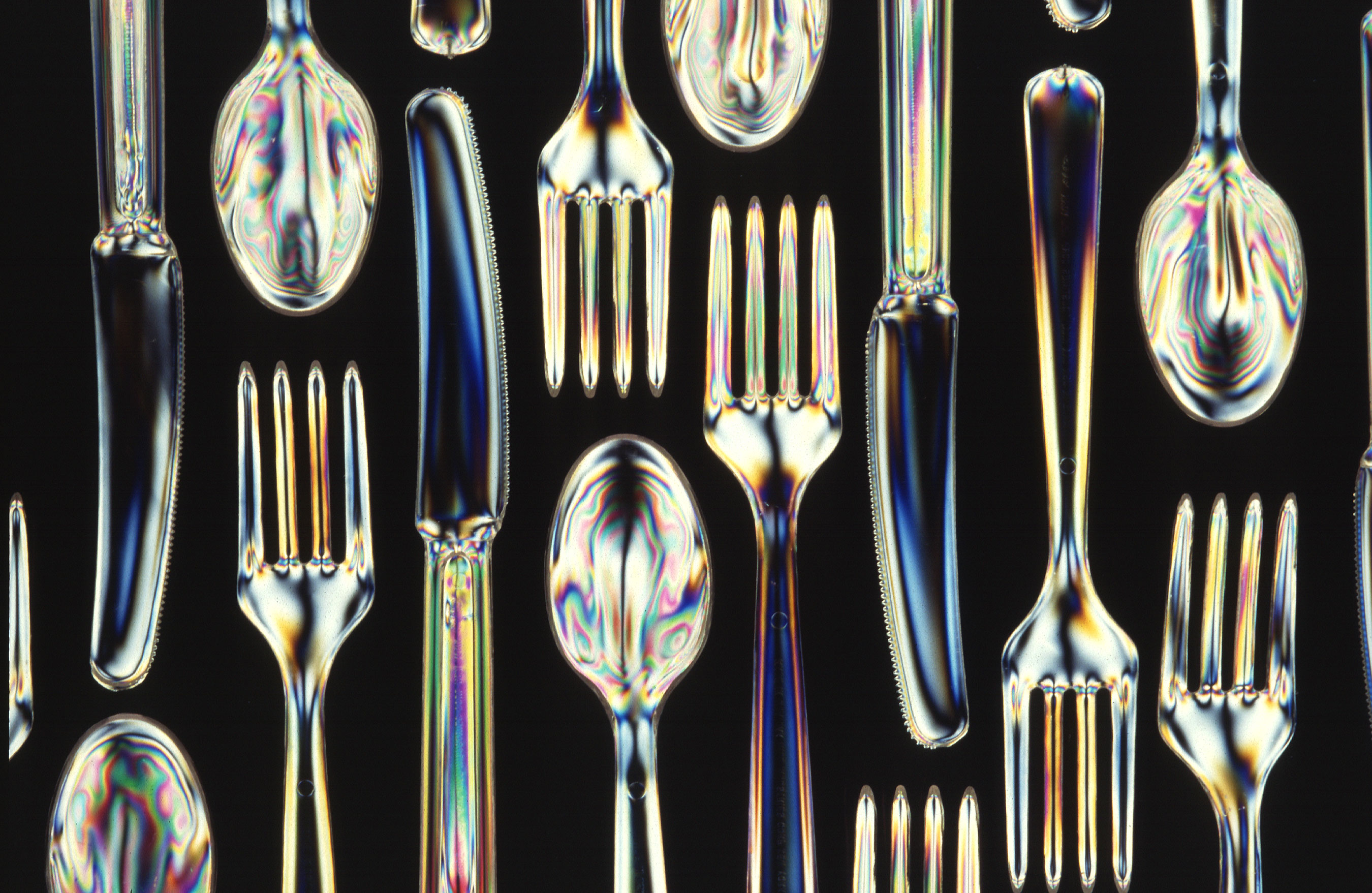

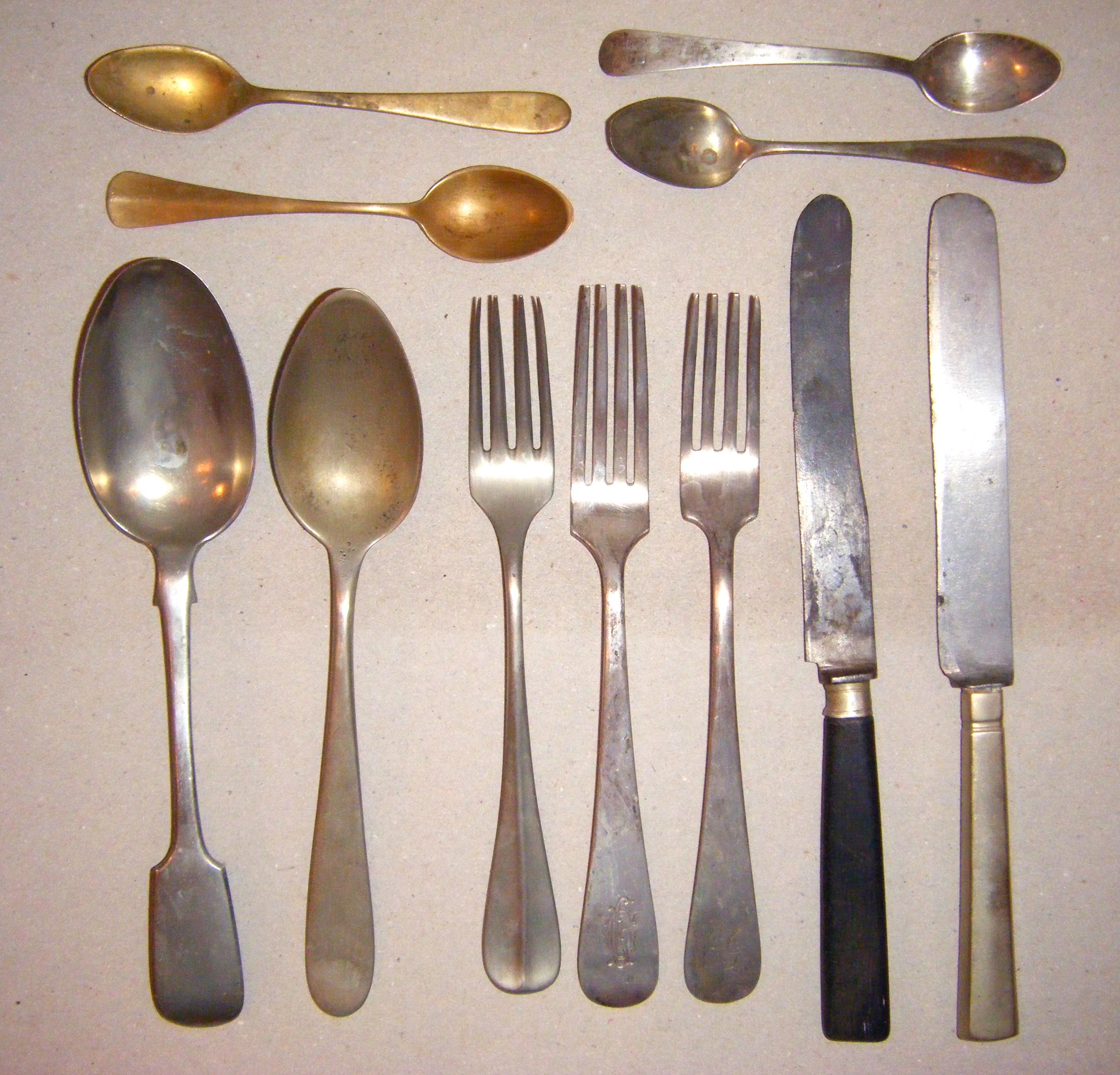

Tacâmurile (singular tacâm, din limba turcă takim) reprezintă totalitatea de obiecte de care se servește o persoană atunci când mănâncă.

## Tipuri
Tacâmurile sunt foarte variate și diferă în funcție de popor, nație, cultură, uneori chiar religie. Cele mai des folosite însă sunt lingura, furculița și cuțitul. Iată mai jos o listă a celor mai cunoscute tacâmuri:
- pentru aducerea la gură a alimentelor
  - lingură
  - linguriță
  - furculiță
  - bețișoarele asiatice
- pentru tăierea/mărunțirea alimentelor
  - cuțit
  - satâr
  - răzătoare
  - râșniță
  - pisoi pentru usturoi
- pentru turnare
  - polonic
- hibride
  - furculingură
  - „furcuțit”[2]
  - „lincuțit”[2]